# Open Source Routing Machine
L'Open Source Routing Machine ou OSRM est l'implémentation C++ d'un moteur de recherche d'itinéraire haute performance afin d'obtenir les plus courts chemins dans un réseau routier. Disponible sous licence de type licence BSD simplifiée, OSRM est un service libre. OSRM est pris en charge sur les plateformes Linux, FreeBSD, Windows et Mac OS X.

## Vue d'ensemble
Il combine des algorithmes de routage sophistiqués au réseau routier open source du projet OpenStreetMap (OSM). Le calcul du chemin le plus court à l'échelle d'un continent peut prendre plusieurs secondes s'il est réalisé sans une technique d'accélération. OSRM utilise une implémentation de contractions hiérarchiques et est ainsi capable de calculer et trouver un plus court chemin entre toute origine et destination en quelques millisecondes et ainsi le calcul d'itinéraire prend beaucoup moins de temps. La plus grande partie des efforts est dédiée à l'annotation de l'itinéraire et la transmission de la géométrie sur le réseau.
Puisqu'il est conçu avec la vision d'une compatibilité avec OpenStreetMap, les fichiers de données OSM peuvent être facilement importés. Une installation de démonstration est sponsorisée par l'Institut de technologie de Karlsruhe, qui l'était auparavant par Geofabrik. La capture d'écran ci-contre date de septembre 2015.
OSRM faisait partie de la session de 2011 du Google Summer of Code.

## Caractéristiques

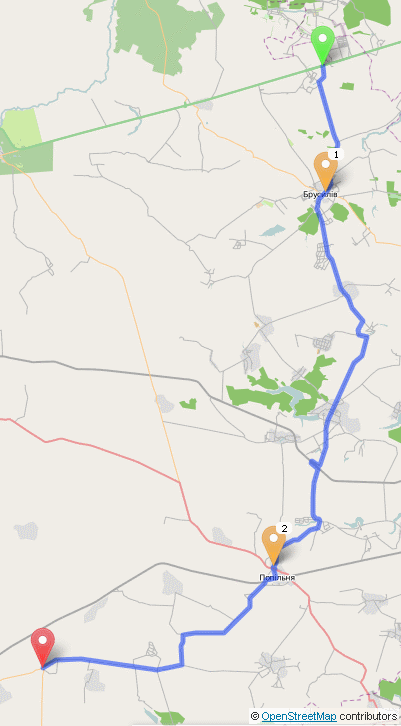
Capture d'écran montrant un itinéraire à plusieurs étapes

- Cliquer pour faire modifier dynamiquement l'itinéraire
- Itinéraires alternatifs
- API libre d'utilisation
- Gratuit et open-source en vertu de la licence simplifiée BSD à deux-clause